# Karl von Luxburg

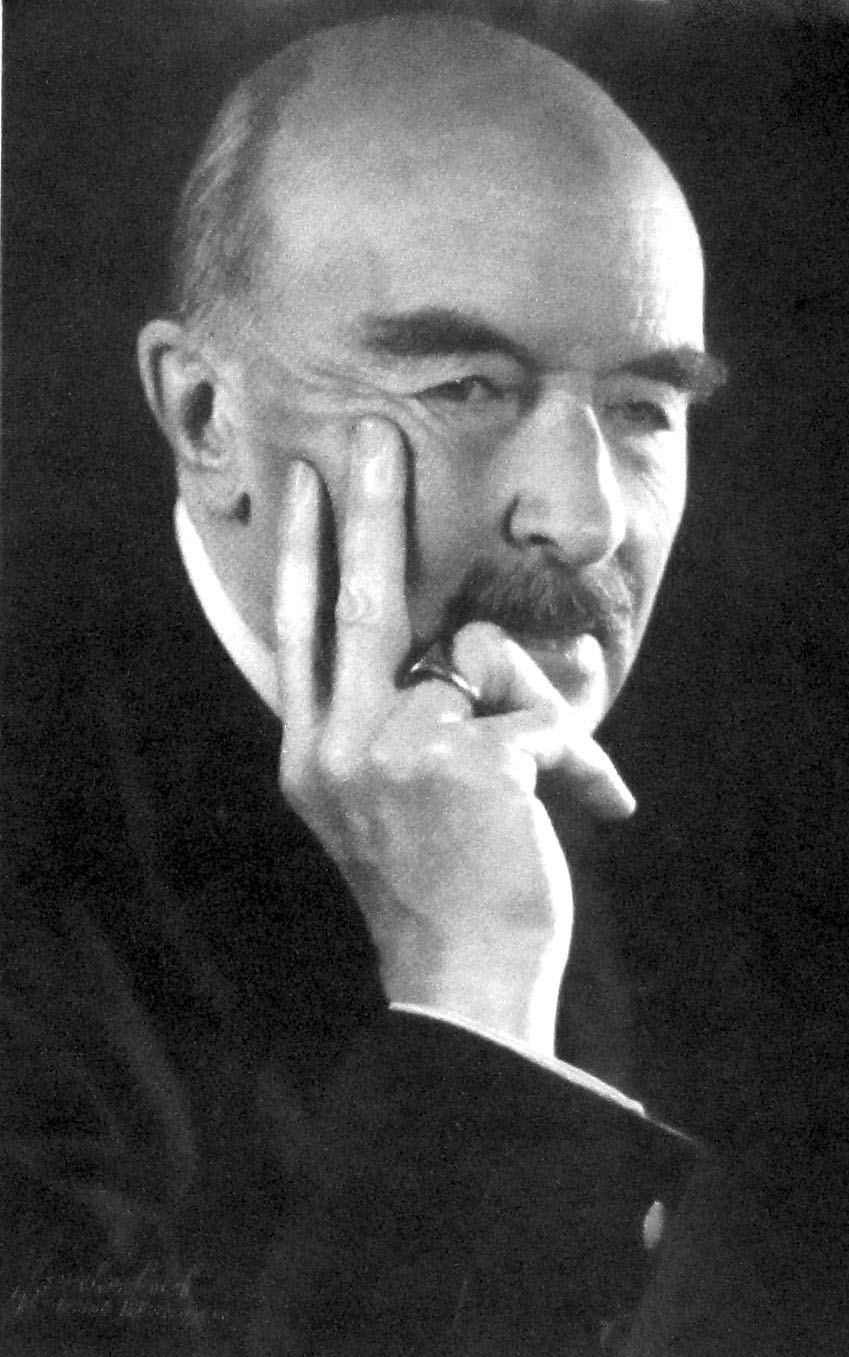
Karl von Luxburg

Karl Ludwig Graf von Luxburg (ur. 10 maja 1872 w Würzburgu, zm. 2 kwietnia 1956 w Ramos Mejía) – niemiecki chargé d’affaires w Argentynie podczas I wojny światowej.
W 1917 roku von Luxburg wysłał do Berlina list sugerujący, że neutralne argentyńskie statki powinny być „spurlos versenkt” – zniszczone bez śladu, tak aby żaden z członków załogi nie przetrwał i nie mógł zeznawać przeciw niemieckiej marynarce wojennej. Dokument zawierał również informacje na temat operacji mającej na celu naruszenie suwerenności Brazylii poprzez konsolidację tamtejszego niemieckiego osadnictwa. Korespondencja ta została ujawniona przez Ententę, doprowadzając do zerwania stosunków dyplomatycznych między Buenos Aires i Berlinem oraz wydalenia dyplomaty z Argentyny.
Powrócił do niej w 1925 roku, osiedlając się i nabywając obywatelstwo.
W obliczu zbliżającej klęski III Rzeszy podczas II wojny światowej, von Luxburg zajął się ewakuacją funduszy NSDAP do banków południowoamerykańskich oraz rozbudową lokalnej siatki kryjącej byłych nazistowskich prominentów.